# 최광희 (성직자)
최광희(崔光熙, 1977년 9월 21일 ~ )은 대한민국의 천주교 성직자이다.

## 유년시절과 가계배경
최광희 주교는 1977년 9월 21일 1남 1녀 중 장남으로 서울에서 태어났다. 서울 잠실 본당에서 유아세례를 받고, 아버지 직장 관계로 초등학교 3학년 때 전주교구 숲정이성당에서 첫영성체를 한 뒤 복사단 활동으로 신앙을 키웠다. 이듬해 인천으로 이주했다가 초등학교 5학년 때 다시 서울로 돌아와 목5동에 정착했다.
최광희 주교에게 목5동본당은 성소의 뿌리이자 신앙의 터전이었다. 목 5동 본당에서 사제 성소의 꿈을 키웠고, 고등학교 진학 후 예비 신학생 모임에 참여했다.

## 사제와 주교
2004년 7월 2일 사제서품을 받았고  2004년 12월 묵동성당 보좌신부로 사제직을 시작하였다. 이후 신사동성당 보좌신부를 역임한 최광희 주교는 2008년 로마로 유학을 떠나 교황청립 그레고리오 대학교에서 성서신학 석사학위를 취득하였다. 귀국이후 서울대교구 사목국 가톨릭성서모임에서 오랜 기간 동안 활동하였고 2020년 2월 베드로 사목연수를 받았다.
사목 연수를 받은 최광희 주교는 2020년 9월 부터 2021년 2월 까지 안식년을 가졌다.  이후 성 앵베르센터 부센터장, 서울대교구 문화홍보국장 겸 홍보위원회 총무, 서울대교구 대변인을 역임하였다. 
2025년 7월 8일, 교황 레오 14세는 서울대교구 보좌주교로  서울대교구 문화홍보국장 겸 대변인인 최광희 신부를 임명하였다.  최광희 주교에 대한 주교 서품식은 추후  명동대성당에서 정순택 서울대교구장 집전으로 열릴예정이다.